# Porte vinciane
Le cosiddette porte vinciane, sono uno sbarramento mobile ad altezza fissa che sfrutta la variazione di livello del corso d'acqua (solitamente dovuto alla marea). Sono dette "vinciane" perché si presume che siano state inventate da Leonardo Da Vinci.

## Funzionamento

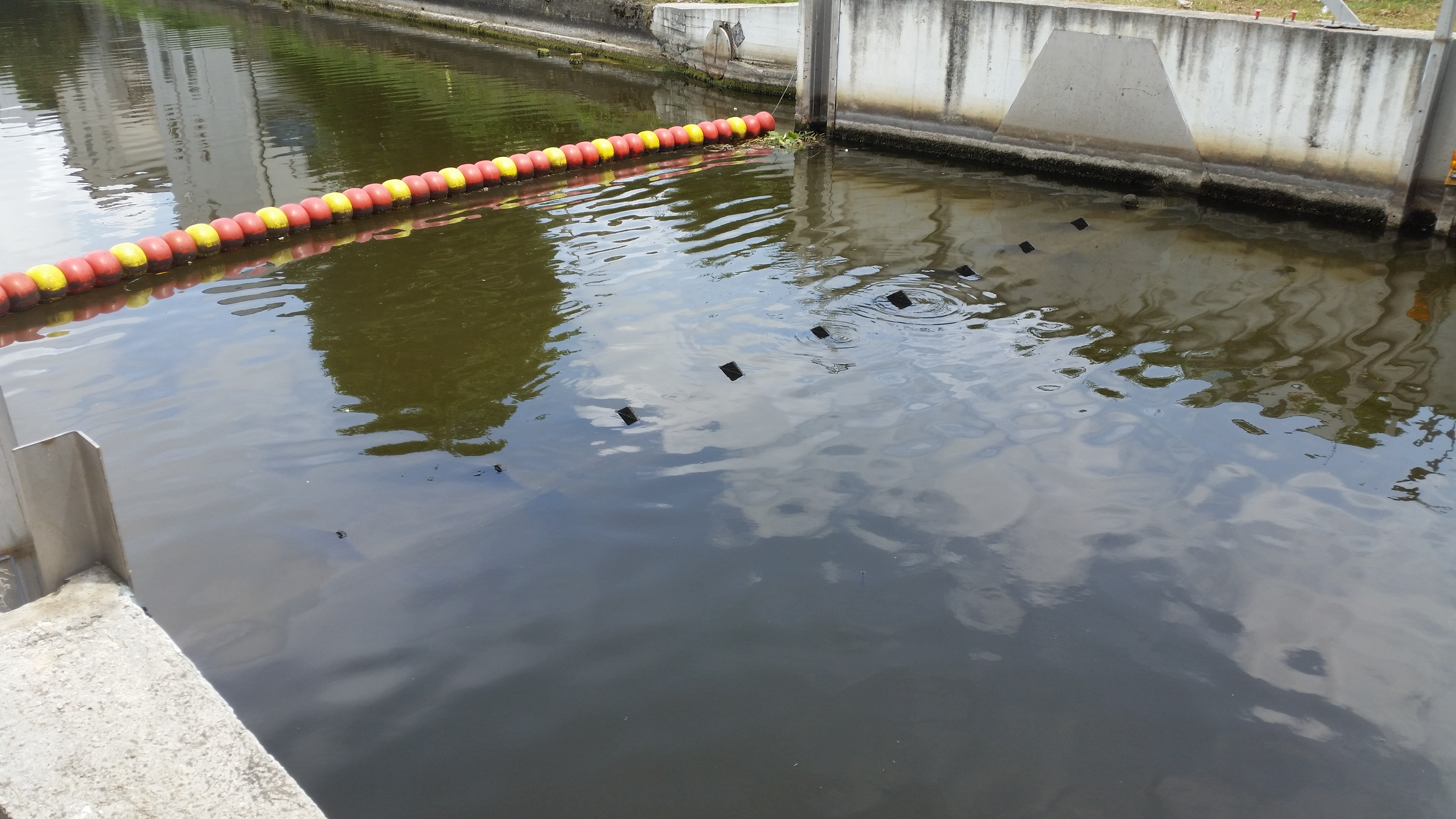
Barriera gonfiabile contro la risalita del cuneo salino dal mare verso il lago di Massaciuccoli

Funzionano come una sorta di valvola a clapet, sono realizzate come due comuni porte a battente, incernierate su due muri di spalla, con la peculiarità di chiudersi l'una contro l'altra ottenendo un angolo interno inferiore ai 180° (solitamente pari a 120°), come a realizzare una sorta di punta di una freccia (viste in pianta).

## Esempi in funzione

### Canale Burlamacca
Un esempio interessante si trova a Viareggio sul canale Burlamacca (che collega il lago di Massaciuccoli al mare); lo sbarramento è realizzato con due coppie di porte vinciane una in serie all'altra, entrambe orientate (che puntano) verso il mare. Le porte sono dotate di due chiuse classiche a volantino (paratoie a ghigliottina) che possono essere aperte e chiuse per invasare o svasare l'acqua compresa tra le due porte vinciane, in questa maniera si consente la navigazione attraverso le porte anche quando la marea vorrebbe tenerle chiuse.
L'utilizzo di questo sbarramento è quello di prevenire la risalita del cuneo salino dal mare verso il lago di Massaciuccoli.
500 anni dopo Leonardo, la tecnologia  ha messo a punto delle nuove versioni di sbarramenti di regolazione dei canali, un esempio interessante si trova sempre a Viareggio sul canale Burlamacca; lo sbarramento è realizzato con una paratoia a ventola in acciaio inox incernierata sul fondo e azionata da un sistema pneumatico gonfiabile. A valle dello sbarramento sono collocati due sensori che misurano il tasso di salinità dell’acqua a differenti quote potendo quindi rilevare la risalita del cuneo salino. La paratoia in automatico si solleva dal fondo quanto basta per fermare la risalita dell’acqua salmastra che a causa della maggior densità rimane sempre sotto l’acqua dolce. Nella maggior parte dei casi è sufficiente un modesto sollevamento della paratoia, incernierata sul fondo, per fermare il passaggio dell'acqua di mare e consentire, contemporaneamente, il passaggio dell’acqua dolce più leggera dal lago verso il mare. Il sollevamento modesto della paratoia consente inoltre la contestuale navigabilità del canale.